# Сетимо Миланезе
Сѐтимо Миланѐзе (на италиански: Settimo Milanese, на западноломбардски: Sétim Milanés, Сетим Миланез) е град и община в Северна Италия, провинция Милано, регион Ломбардия. Разположен е на 134 m надморска височина. Населението на общината е 19 464 души (към 2010 г.).